# انتونیو نوا
انتونیو نوا (انگلیسی: Antonio Nava; ۹ سپتامبر ۱۹۰۵ – ۲۸ مارس ۱۹۸۳) چوگان‌باز اهل مکزیک بود.